# 사후설립
사후설립은 회사설립 후에 회사대표가 회사를 위해 특정재산을 취득을 목적으로 하는 계약이다.

## 판례
- 회사성립 후 소유권이전등기의 방법으로 현물출자를 완성하기로 약정하고 회사설립절차를 거쳐 현물출자가 이루어진 것이라면 재산인수에 해당하여 정관에 기재되지 않는 한 무효이나, 현물출자가 동시에 사후설립에 해당하고 이에 대하여 주주총회의 추인이 있었다면 회사는 현물출자로 인한 부동산의 소유권을 취득한다[2].

## 같이 보기
- 재산인수
- 현물출자